# Ludwig August av Sachsen-Coburg-Gotha
Ludwig August av Sachsen-Coburg-Gotha Ludwig August Maria Eudes, född 9 augusti 1845 på Chateau d'Eu i Eu, Frankrike, död 14 september 1907 i Karlsbad i Österrike-Ungern, var son till August Ludwig av Sachsen-Coburg-Gotha (1818–1881) och äldre bror till Ferdinand I av Bulgarien.
Han gifte sig 1864 med Leopoldina av Brasilien, dotter till Peter II av Brasilien.
Från 1870 var familjen bosatt i Wien.

## Barn
- Peter av Sachsen-Coburg-Gotha (19 maj 1866, Rio de Janeiro – 6 juli 1934, Tulln an der Donau), prins och tronpretendent till Kejsardömet Brasilien
- August Leopold av Sachsen-Coburg-Gotha (1867–1922); gift 1894 med ärkehertiginnan Karoline av Österrike (1869–1945)
- Joseph Ferdinand av Sachsen-Coburg-Gotha (21 maj 1869 i Petrópolis – 13 augusti 1888 i Wien)
- Ludwig av Sachsen-Coburg-Gotha (1870–1942); gift 1900 med Mathilde av Bayern (1877–1906); därefter gift 1907 med Anna von Trauttmansdorff-Weinsberg (1873–1948)